# Dendropsophus joannae
Dendropsophus joannae é uma espécie de anura da família Hylidae.
É endémica de Bolívia.